# Karloman I (król Franków)
Karloman (ur. 28 czerwca 751, zm. 4 grudnia 771 w Samoussy) – król Franków od 768 do śmierci. Pochodził z dynastii Karolingów. Był drugim synem Pepina Krótkiego i Bertrandy z Laon.

## Król Franków i konflikt z Karolem
W 754 r., w wieku trzech lat, wraz z ojcem i bratem Karolem został koronowany przez papieża Stefana II na współwładcę Franków. Po śmierci ojca odziedziczył centralną dzielnicę królestwa, obejmującą środkową Francję, Burgundię, Prowansję i Alemanię. Akwitania miała być współrządzona przez obu braci.
Bezpośrednio po śmierci Pepina w Akwitanii wybuchło antyfrankijskie powstanie Hunalda. Karloman spotkał się z Karolem w Duasdives (obecnie Moncontour w Poitou), jednak przeciwko Akwitańczykom wyruszył tylko Karol. Ostatecznie powstanie zostało stłumione – Hunald został wydany Karolowi przez gaskońskiego księcia Lupusa.
Karloman zmarł tuż przed spodziewaną wojną z bratem o dominację nad państwem Franków.

## Rodzina i dziedzictwo
Karloman był żonaty z frankijską arystokratką Gerpergą (ze względu na zbieżność imion, kronikarze mylili ją Gerpergą znaną też jako Dezyderata, córką Dezyderiusza, króla Longobardów, pierwszą żoną Karola Wielkiego).
Po jego śmierci mimo starań Gerpergi jego ziem nie odziedziczył najstarszy syn, Pepin – arystokracja frankijska wezwała na tron Karola, który objął władzę już po 20 dniach od śmierci brata. Ucieczka wdowy po Karlomanie wraz z jego dziećmi pod opiekę króla Longobardów stała się potem jednym z pretekstów do podboju Italii przez Karola Wielkiego.
Los rodziny Karlomana po podboju Królestwa Longobardów nie jest znany – najprawdopodobniej synowie zostali wedle zwyczaju frankijskiego „ostrzyżeni w tonsurę” i zamknięci w klasztorach.